# Recurs no renovable

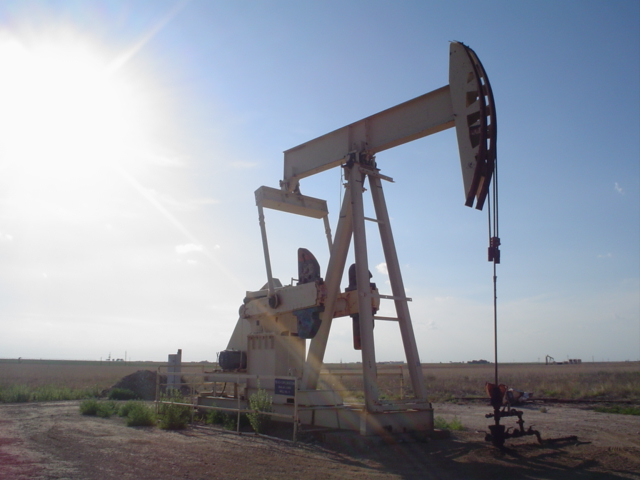
Extracció de petroli, un recurs no renovable.

Un recurs no renovable és un recurs natural que no pot ser produït, cultivat, regenerat o reutilitzat a una escala que pugui sostenir la taxa de consum. La velocitat de destrucció d'un recurs no renovable ultrapassa la seva velocitat de creació. Així un sòl es forma des d'entre diversos segles a milers d'anys segons les condicions químiques, físiques i biològiques i es destrueix en algunes zones en unes quantes desenes d'anys. Es pot atribuir a la destrucció accelerada d'espècies a la utilització de recursos no renovables.
Aquests recursos sovint existeixen en quantitats fixes o són consumits molt més de pressa del que la natura pot recrear-los.
En canvi els recursos renovables són els que es produeixen en un temps o curt i usats en un temps suficient perquè es reprodueixin i no s'esgotin també són renovables els recursos que no es destrueix per l'ús com per exemple l'energia eòlica i la solar.
S'anomena reserves als contingents de recursos que puguin ser extrets profitosament. El valor econòmic (monetari) depèn de la seva escassedat i demanda i és un tema que preocupa l'economia. La seva utilitat com recursos depèn de la seva aplicabilitat, però també del cost econòmic i del cost energètic de la seva localització i explotació. Per exemple, si per extreure el petroli d'un jaciment s'ha d'invertir més energia que la que donarà no pot considerar-se un recurs. Alguns dels recursos no renovables són: petroli, minerals, metalls gas natural i els dipòsits d'aigua subterrània sense recàrrega al contrari que els aqüífers.
La comptabilitat de les reserves està molt discutida essent la dels interessos empressarials més optimistes que la dels mediambientalistes i els científics. En l'avaluació de les reserves d'hidrocarburs és on hi ha més diferència.

## Situació actual
Actualment hi ha gran preocupació sobre els recursos no renovables, només es pot allargar més que reduint-ne el consum i la reducció del seu consum passa per la utilització més eficaç del recurs (millores tècniques i econòmiques) i per la reutilització, és a dir el reciclatge. L'enrariment d'un recurs comporta una pujada del seu preu amb una baixada de la demanda que fa al mateix temps més competitives altres solucions tècniques. Així el petroli pot ser substituït pel dièster un carburant produït a partir de l'oli de colza (però no hi ha prou terra cultivable al món per a fer una substitució total). Segons la teoria de Marion King Hubbert, la producció de recursos no renovables passa per un pic de producció (pic de Hubbert), a partir del qual la producció baixa d'una manera irreversible.
Les projeccions actuals mostren que el petroli que ha trigat milions d'anys a formar-se s'acabarà al segle XXI 